# همپتون بیچ (نیوهمپشایر)
همپتون بیچ (به انگلیسی: Hampton Beach) شهری در ایالت نیوهمپشایر کشور ایالات متحده آمریکا است که جمعیت آن در سرشماری سال ۲۰۱۰ میلادی، ۲٬۲۷۵ نفر بوده‌است.